# ادو، ناساراوا
ادو، ناساراوا (به لاتین: Ado, Nasarawa) یک منطقهٔ مسکونی در نیجریه است که در ایالت ناساراوا واقع شده‌است.

## خصوصیات
ادو ۴۵۵ متر بالاتر از سطح دریا واقع شده‌است.